# Connie Hedegaard
Connie Hedegaard (Kopenhagen, 15 september 1960) is een Deens politica voor Det Konservative Folkeparti. Zij was van 2010 tot 2014 Europees commissaris in de commissie-Barroso II. Zij kreeg de nieuw gecreëerde portefeuille Klimaat.

## Biografie
Zij studeerde literatuurwetenschappen en geschiedenis.
Ze was actief als journaliste. Van 2004 tot 2007 was ze minister van milieu, van 2007 tot 2009 minister van klimaat en energie in de Deense regering. Eind 2009 was ze een korte periode minister belast met de voorbereiding van de Klimaatconferentie van de Verenigde Naties in Kopenhagen, in december 2009. Hedegaard zei na afloop van de conferentie, die als een mislukking gold voor de Europese onderhandelaars, dat de Europese delegaties te veel tijd besteedden aan intern overleg vanwege onderlinge verdeeldheid. Ze is daarom een voorstander van een sterker gezamenlijk Europees standpunt.
Op 1 november 2014 werd ze als Deens Eurocommissaris opgevolgd door Margrethe Vestager. Haar portefeuille werd overgenomen door Miguel Arias Cañete.
- International Standard Name Identifier: 0000 0000 4291 0812
- Library of Congress Control Number: no00075512
- Nationale Bibliotheek van Tsjechië: xx0071399
- Parlement.com: vhzu819uyby5
- Virtual International Authority File: 16774210
- WorldCat: E39PBJkXryBWFVcTqDjKBq3fbd

Joaquín Almunia · László Andor · Catherine Ashton · Michel Barnier · José Manuel Barroso · Tonio Borg (vanaf 28 november 2012) · Dacian Cioloş · John Dalli (tot 16 oktober 2012)  · María Damanáki · Jacek Dominik (sinds 16 juli 2014) · Štefan Füle · Karel De Gucht  · Máire Geoghegan-Quinn · Kristalina Georgieva · Johannes Hahn · Connie Hedegaard · Siim Kallas · Jyrki Katainen (sinds 16 juli 2014) · Neelie Kroes · Janusz Lewandowski (tot 1 juli 2014) · Cecilia Malmström · Neven Mimica · Ferdinando Nelli Feroci (sinds 16 juli 2014) · Günther Oettinger · Andris Piebalgs · Janez Potočnik · Viviane Reding (tot 1 juli 2014) · Olli Rehn (tot 1 juli 2014) · Martine Reicherts (sinds 16 juli 2014) · Maroš Šefčovič · Algirdas Šemeta · Antonio Tajani (tot 1 juli 2014) · Androulla Vassiliou